# YUBA liga 1978-1979
La YUBA liga 1978-1979 è stata la 35ª edizione del massimo campionato jugoslavo di pallacanestro maschile. La vittoria finale è stata ad appannaggio del Partizan Belgrado.

## Regular season
|     | Squadra                | G  | V  | P  | PF    | PS    | Pt. | Qualificazione |
| --- | ---------------------- | -- | -- | -- | ----- | ----- | --- | -------------- |
| 1.  | Partizan Belgrado      | 22 | 17 | 5  | 2.246 | 2.075 | 34  |                |
| 2.  | Jugoplastika Spalato   | 22 | 16 | 6  | 2.183 | 2.003 | 32  |                |
| 3.  | Cibona Zagabria        | 22 | 16 | 6  | 2.052 | 1.925 | 32  |                |
| 4.  | Bosna Sarajevo         | 22 | 14 | 8  | 2.105 | 2.029 | 28  |                |
| 5.  | Borac Čačak            | 22 | 12 | 10 | 2.052 | 2.070 | 24  |                |
| 6.  | Radnički Belgrado      | 22 | 11 | 11 | 2.164 | 2.145 | 22  |                |
| 7.  | Stella Rossa Belgrado  | 22 | 9  | 13 | 1.951 | 2.054 | 18  |                |
| 8.  | Iskra Olimpija Lubiana | 22 | 9  | 13 | 1.969 | 2.050 | 18  |                |
| 9.  | Beko Belgrado          | 22 | 8  | 14 | 1.973 | 2.075 | 16  |                |
| 10. | Zadar                  | 22 | 8  | 14 | 2.110 | 2.221 | 16  |                |
| 11. | Metalac Valjevo        | 22 | 7  | 15 | 1.892 | 1.958 | 14  | retrocesse     |
| 12. | Kvarner Rijeka         | 22 | 5  | 17 | 2.108 | 2.200 | 10  | retrocesse     |

| YUBA liga 1978-1979         |
| --------------------------- |
| Partizan Belgrado 2º titolo |

## Formazione vincitrice
| N° | Naz.                  | Ruolo | Sportivo           |  | Alt. |  |
| -- | --------------------- | ----- | ------------------ |  | ---- |  |
|    | Jugoslavia (bandiera) | G     | Dragan Kićanović   |  | 191  |  |
|    | Jugoslavia (bandiera) | C     | Miodrag Marić      |  |      |  |
|    | Jugoslavia (bandiera) | A     | Arsenije Pešić     |  |      |  |
|    | Jugoslavia (bandiera) | A     | Dušan Kerkez       |  | 194  |  |
|    | Jugoslavia (bandiera) | C     | Boban Petrović     |  | 204  |  |
|    | Jugoslavia (bandiera) | P     | Dragan Todorić     |  | 187  |  |
|    | Jugoslavia (bandiera) | C     | Jadran Vujačić     |  |      |  |
|    | Jugoslavia (bandiera) | C     | Milan Medić        |  |      |  |
|    | Jugoslavia (bandiera) | A     | Dražen Dalipagić   |  | 197  |  |
|    | Jugoslavia (bandiera) | C     | Milenko Savović    |  | 210  |  |
|    | Jugoslavia (bandiera) | C     | Milenko Babić      |  |      |  |
|    | Jugoslavia (bandiera) | P     | Boris Beravs       |  | 183  |  |
|    | Jugoslavia (bandiera) |       | Goran Knežević     |  |      |  |
|    | Jugoslavia (bandiera) |       | Miroslav Milojević |  |      |  |
|    | Jugoslavia (bandiera) |       | Predrag Bojić      |  |      |  |
|    | Jugoslavia (bandiera) | All.  | Dušan Ivković      |  |      |  |